# Nancy Lenehan
Nancy Lenehan, née le 26 avril 1953 à Long Island (État de New York), est une actrice américaine.

## Biographie
Nancy Lenehan a fait ses études au Yankton College et a eu son diplôme en 1975. Elle a fait ses débuts en tant qu'actrice en 1979 et a joué dans plus de 130 films et séries télévisées. Au cinéma, elle est notamment apparue dans La Vie en plus (1988), Pleasantville (1998) et Arrête-moi si tu peux (2002). À la télévision, elle a joué des rôles récurrents dans Une maman formidable, Earl et Old Christine et a fait partie de la distribution principale des séries Great Scott!, Worst Week : Pour le meilleur… et pour le pire ! et Gentleman : mode d'emploi, toutes trois annulées au bout d'une saison.

## Filmographie

### Cinéma
- 1980 : Tu fais pas le poids, shérif ! : Ramona
- 1987 : Mon père c'est moi : la serveuse
- 1988 : La Vie en plus : Cynthia
- 1992 : Sur la corde raide : Miss Clayton
- 1998 : Pleasantville : Marge Jenkins
- 1999 : L'Anglais : la femme dans l'avion
- 2001 : Human Nature : la mère de Puff
- 2002 : Arrête-moi si tu peux : Carol Strong
- 2005 : Beauty Shop : Mme Struggs
- 2007 : La Famille Savage : la conseillère
- 2011 : A Better Life : Mme Donnely
- 2014 : Sex Tape : Linda
- 2017 : Battle of the Sexes de Jonathan Dayton et Valerie Faris : la mère de Billie
- 2024 : Night Swim de Bryce McGuire

### Télévision
- 1982 : Capitaine Furillo (série télévisée, saison 2 épisodes 9 et 13) : Katy Moore
- 1985 : Fame (série télévisée, saison 5 épisode 8) : Brenda Haskell
- 1986 : Assassin (téléfilm) : Grace Decker
- 1989 : Alf (série télévisée, saison 3 épisode 16) : Laverne Litwak
- 1991 : Code Quantum (série télévisée, saison 4 épisode 6) : Colleen McBain
- 1992 : Great Scott! (série télévisée, 13 épisodes) : Beverly Melrod
- 1993-1998 : Une maman formidable (série télévisée, 12 épisodes) : Audrey Sheffield
- 1994 : Notre belle famille (série télévisée, saison 3 épisode 23) : Mme Tubman
- 1995 : Dingue de toi (série télévisée, saison 3 épisode 18) : Dr Wallach
- 1996-1997 : Ellen (série télévisée, 4 épisodes) : Margaret
- 1998 : Buffy contre les vampires (série télévisée, saison 3 épisode 2) : Pat
- 1999 : Urgences (série télévisée, saison 5 épisode 11) : Edie Harvell
- 1999 : Dharma et Greg (série télévisée, saison 2 épisodes 17 et 18) : Karen Love
- 1999-2001 : Felicity (série télévisée, 3 épisodes) : Faye Rotundi
- 2002 : Ally McBeal (série télévisée, saison 5 épisodes 12 et 15) : Principale Deborah Harkness
- 2005 : Nip/Tuck (série télévisée, saison 3 épisode 10) : Sue Alderman
- 2005-2008 : Earl (série télévisée, 10 épisodes) : Kay Hickey
- 2006-2010 : Old Christine (série télévisée, 6 épisodes) : Principale Marcie Nunley
- 2008-2009 : Worst Week : Pour le meilleur… et pour le pire ! (série télévisée, 16 épisodes) : Angela Clayton
- 2011-2012 : Gentleman : mode d'emploi (série télévisée, 9 épisodes) : Diane Carlson
- 2012 : The Middle (série télévisée, saison 4 épisode 9) : Penny
- 2013-2014 : How I Met Your Mother (série télévisée, saison 9 épisodes 10 et 22) : Cheryl
- 2016 : People of Earth : Margaret Flood

## Voix françaises
| - Colette Venhard dans : - Veep (série télévisée) - Bless This Mess (en) (série télévisée) - That's Amor - Jack Ryan (série télévisée) - Véronique Rivière dans : - Beauty Shop - Old Christine (série télévisée) - Gentleman : mode d'emploi (série télévisée) - Nicole Favart dans (les séries télévisées) : - Earl - Worst Week : Pour le meilleur… et pour le pire ! - Élisabeth Fargeot dans (les séries télévisées) : - Little Britain USA - Une équipe hors du commun | Et aussi - Sophie Arthuys dans Notre belle famille (série télévisée) - Marie-Brigitte Andrei dans Incorrigible Cory (série télévisée) - Emmanuèle Bondeville dans Buffy contre les vampires (série télévisée) - Claude Chantal (*1932 - 2016) dans Voilà ! (série télévisée) - Catherine Lafond dans Arrête-moi si tu peux - Manoëlle Gaillard dans Moi et ma belle-mère (en) (série télévisée) - Ève Lorach dans The Middle (série télévisée) - Sylvie Genty (*1955 - 2022) dans Sex Tape - Cathy Cerdà dans Battle of the Sexes - Dominique Lelong dans Forever (série télévisée) - Patricia Legrand dans Grace et Frankie (série télévisée) - Brigitte Guedj dans All Rise (série télévisée) - Annie Le Youdec dans Night Swim |